# Pelmatosilpha larifuga
Pelmatosilpha larifuga är en kackerlacksart som beskrevs av Gurney 1965. Pelmatosilpha larifuga ingår i släktet Pelmatosilpha och familjen storkackerlackor. Inga underarter finns listade i Catalogue of Life.